# Thanh Nguyên, Phủ Thuận
Huyện tự trị dân tộc Mãn Thanh Nguyên (tiếng Trung: 清原满族自治县, Hán Việt: Thanh Nguyên Mãn tộc Tự trị huyện) Là một huyện tự trị của địa cấp thị Phủ Thuận, tỉnh Liêu Ninh, Cộng hòa Nhân dân Trung Hoa. Huyện tự trị này có diện tích 3921 km2, dân số 340.000 người. Mã số bưu chính của Thanh Nguyên là 113300, huyện lỵ đóng ở trấn Thanh Nguyên. Huyện tự trị Thanh Nguyên được chia ra thành 9 trấn và 5 hương.
- Trấn: Thanh Nguyên, Đại Cô Gia, Hồng Thấu, Anh Ngạch Môn, Nam San, Nam Khẩu Tiền, Thảo Thị, Hạ Gia Bảo, Loan Miếu Tử.
- Hương: Thổ Khẩu Tử, Bắc Tam Gia, Ngao Gia Bảo, Đại Tô Hà, Cẩu Nại Miếu.